# 猎心者
《猎心者》是2020年上映的中国大陆电视剧，由爱奇艺出品，江苏稻草熊影业有限公司、天津联瑞影业有限公司、公安部金盾影视文化中心等联合出品，李莅樱任总制片人，天毅执导，李佳航、王玥兮、陈希郡主演。